# LaSalle—Émard—Verdun
Pour les articles homonymes, voir LaSalle, Émard et Verdun (homonymie).
Circonscription électorale fédérale du Canada
LaSalle—Émard—Verdun est une circonscription électorale fédérale canadienne située sur l'île de Montréal, au Québec. 
Disputée pour la première fois lors des élections fédérales de 2015, elle était représentée à la Chambre des communes par David Lametti, membre du Parti libéral du Canada, au moment de sa démission le 31 janvier 2024. Lors de l'élection partielle du 16 septembre 2024, le candidat du Bloc Québécois Louis-Philippe Sauvé déloge les libéraux et remporte le scrutin par seulement 248 voix d'avance sur la candidate libérale.

## Géographie
La circonscription comprend la partie de la ville de Montréal constituée par :
- l'arrondissement de Verdun, excluant l'île des Sœurs.
- partie de l'arrondissement de LaSalle située au sud-est d'une ligne décrite comme suit : commençant à l'intersection de la limite sud de l'arrondissement du Sud-Ouest et de l'ancienne voie ferrée du Canadien Pacifique (à l'ouest de la rue Jean-Chevalier) ; de là vers le sud-ouest suivant ladite ancienne voie ferrée jusqu’à l'avenue Dollard ; de là vers le sud-est suivant ladite avenue jusqu'au canal de l'Aqueduc ; de là généralement vers le sud-ouest suivant ledit canal et son prolongement jusqu'à la limite sud de la ville de Montréal ;
- partie de l'arrondissement du Sud-Ouest située à l'ouest et au sud d'une ligne décrite comme suit : commençant à l'intersection de la rue Pullman et de l'autoroute 720 (autoroute Ville-Marie) ; de là vers le sud-ouest suivant ladite autoroute jusqu'à l'autoroute 15 (autoroute Décarie) ; de là vers le sud-est suivant ladite autoroute jusqu'au canal de Lachine ; de là vers le nord-est suivant ledit canal jusqu'à l'avenue Atwater ; de là vers le sud-est suivant ladite avenue jusqu'à la limite de l'arrondissement du Sud-Ouest.

Les circonscriptions limitrophes sont Dorval—Lachine—LaSalle, Notre-Dame-de-Grâce—Westmount, Ville-Marie—Le Sud-Ouest—Île-des-Sœurs et La Prairie.

## Historique
La circonscription est officiellement créée en 2013 lors du redécoupage de la carte électorale, son nom provisoire étant jusque-là de LaSalle—Verdun,. Son territoire est constitué d'environ la moitié des anciennes circonscriptions de LaSalle—Émard et Jeanne-Le Ber, plus des petites parties de Notre-Dame-de-Grâce—Lachine et Westmount—Ville-Marie. La députée sortante de LaSalle—Émard, Hélène LeBlanc (Nouveau Parti démocratique), se présente sans succès deux ans plus tard dans la nouvelle circonscription.

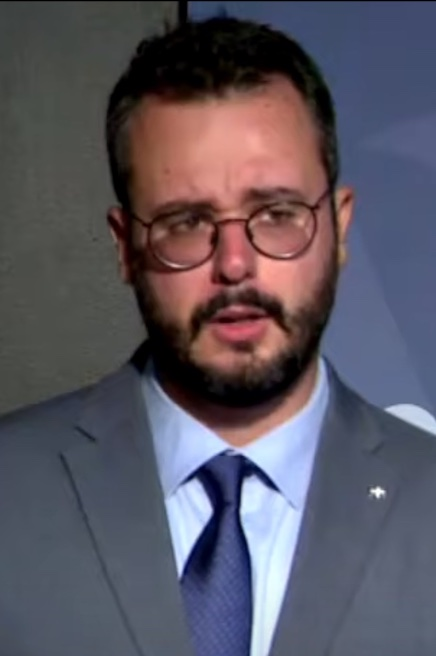
Louis-Philippe Sauvé est le député de LaSalle—Émard—Verdun de 2024 à 2025.

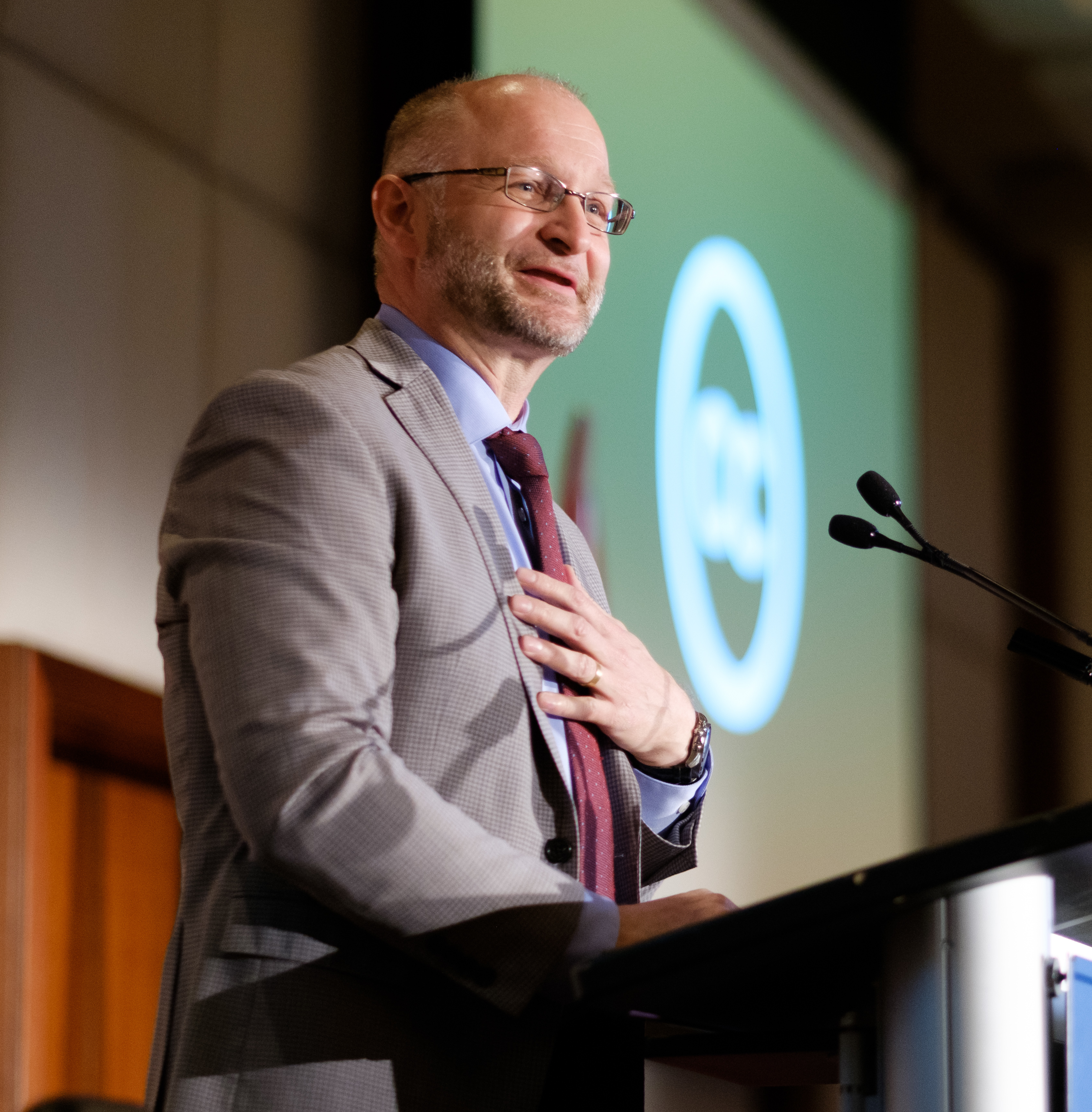
David Lametti est le député de LaSalle—Émard—Verdun de 2015 à 2024.

## Députés
| Législature | Années        | Député               | Parti | Parti          |
| --- | ------------- | -------------------- | ----- | -------------- |
| LaSalle–Émard–Verdun issue de LaSalle—Émard, Jeanne-Le Ber, Notre-Dame-de-Grâce—Lachine et Westmount—Ville-Marie |               |                      |       |                |
| 42e | 2015–2019     | David Lametti        |       | Libéral        |
| 43e | 2019–2021     | David Lametti        |       | Libéral        |
| 44e | 2021–2024     | David Lametti        |       | Libéral        |
| 44e | 2024–2025     | Louis-Philippe Sauvé |       | Bloc québécois |
| 45e | 2025–en cours | Claude Guay          |       | Libéral        |

## Résultats électoraux
Pour des raisons techniques, il est temporairement impossible d'afficher le graphique qui aurait dû être présenté ici.